# 緒方敏郎
緒方 敏郎（おがた としろう、1938年 - ）は声楽家。福岡県出身
国立音楽大学声楽科卒業。藤原歌劇団、二期会に所属し、東京を中心に演奏活動を行ってきた。1968年、九州芸術工科大学（現九州大学）教官に着任。1972年からは、文部省在外研究員としてウィーン国立音楽大学に留学。帰国後は九州芸術工科大で教鞭を執る一方、福岡などで多くの合唱団を指導。
長男はテューバ奏者の緒方淳一、長女は声楽家の緒方美知子。